# Ophiomisidium leurum
Ophiomisidium leurum är en ormstjärneart som beskrevs av Rudolf Christian Ziesenhenne 1940. Ophiomisidium leurum ingår i släktet Ophiomisidium och familjen fransormstjärnor. Inga underarter finns listade i Catalogue of Life.